# Palicourea lyristipula
Palicourea lyristipula är en måreväxtart som beskrevs av Herbert Fuller Wernham. Palicourea lyristipula ingår i släktet Palicourea och familjen måreväxter. Inga underarter finns listade i Catalogue of Life.